# Lebiodka majeranek

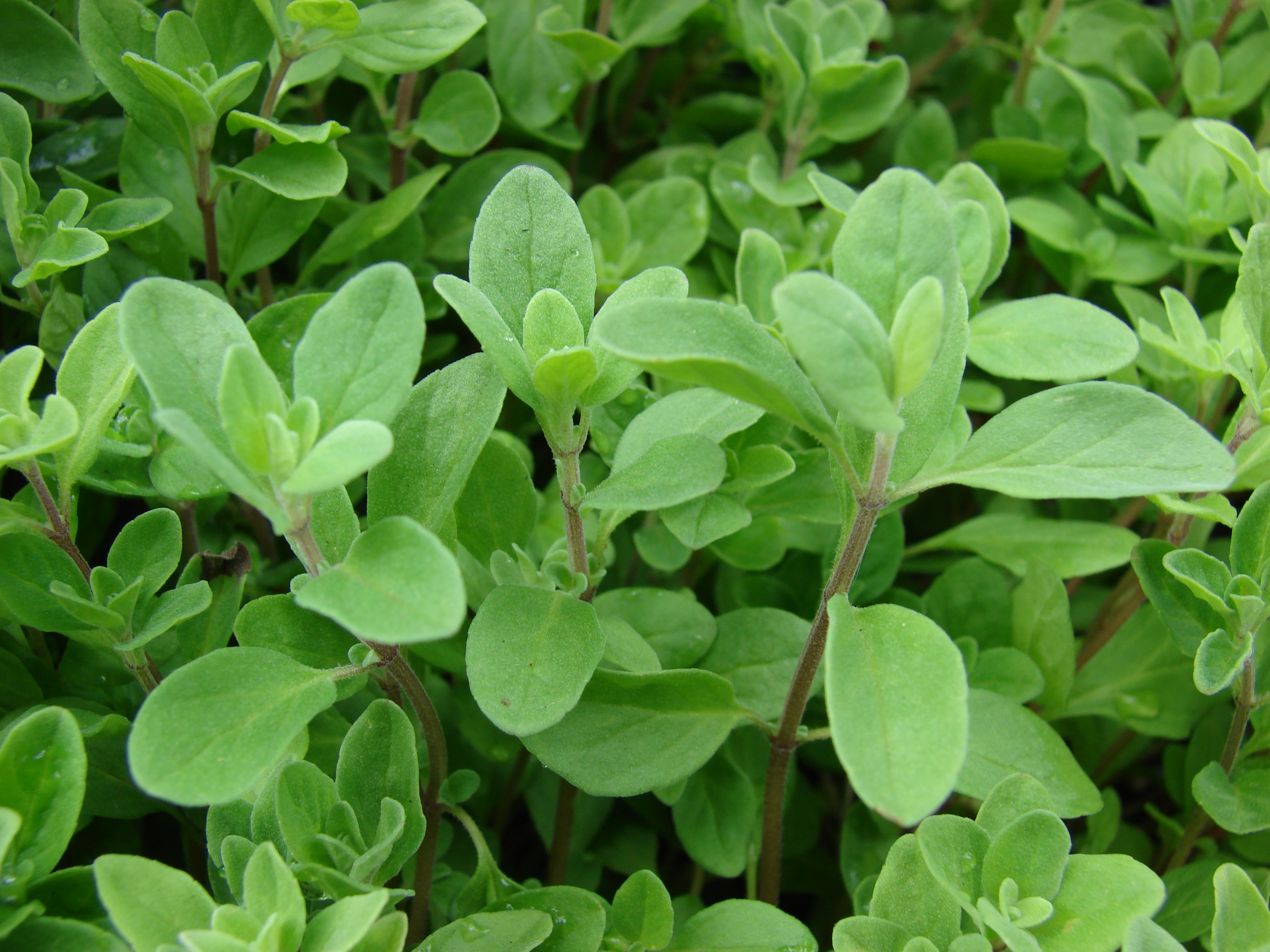
Liście lebiodki majeranku

Lebiodka majeranek, majeranek ogrodowy (Origanum majorana L.) – gatunek rośliny należący do rodziny jasnotowatych (Lamiaceae Lindl.). Inne nazwy zwyczajowe: majoran, mariolka. Pochodzi z basenu Morza Śródziemnego, ale obecnie rośnie dziko tylko na Cyprze i w Turcji. Jest natomiast uprawiany w wielu rejonach świata. Używany jest jako przyprawa, roślina lecznicza i kosmetyczna.

## Morfologia
PokrójRoślina osiąga do 50 cm wysokości. Łodygi wzniesione, silnie rozgałęzione, wcześnie drewniejące u podstawy. Cała roślina szaro omszona.
LiścieLiście drobne, krótkoogonkowe, podługowatoeliptyczne, łopatkowate, całobrzegie, z gruczołkami.
KwiatyKwiaty małe, białe do różowych, o niepodzielonej górnej wardze, osadzone w pachwinach okrągłych podsadek, okółkowo zebrane w czterokanciaste, kłosokształtne główki na szczytach pędów. Kwitnie od lipca do pierwszych przymrozków.
OwoceRozłupnia. Nasiona bardzo drobne, jasnobeżowe o charakterystycznym dla gatunku zapachu.

## Zastosowanie
- Roślina lecznicza
  - Surowiec zielarski: ziele majeranku – Herba Majoranae. Zawiera olejek majerankowy – Oleum Majoranae. Jest od 0,7 do 3,5% tego olejku eterycznego, którego głównymi składnikami są terpinen, terpinenol, terpineol i borneol. Do składu chemicznego ziela należą także alkohole, seskwiterpeny i związki garbnikowe. Młode, świeże pędy zawierają sporo rutyny (witamina P) – do 128 mg% i kwas askorbinowy – do 44 mg%.
  - Działanie: reguluje trawienie, pomaga w nieżycie żołądka i chorobach układu pokarmowego. Ze względu na dużą zawartość garbników (do 1% w suchym zielu) zalecany przy biegunkach. Herbatka z ziela ma właściwości uspokajające. Olejek bywa używany do inhalacji przy nieżytach górnych dróg oddechowych.
  - Wykazano, że olejek eteryczny z majeranku ma dosyć silne działanie na bakterie i grzyby. Najsilniej działa na Beneckea natriegens, Erwinia carotovora, Moraxella sp. i Aspergillus niger. Z drugiej strony, słabo działa wobec gronkowca złocistego[5].
- Roślina przyprawowa
  - Rozdrobnione ziele majeranku używane jest jako przyprawa. Dodawany przede wszystkim do dań ciężkostrawnych, takich jak grochówka czy zupa fasolowa, potraw ze strączkowych oraz tłustych mięs (baranina, gęsina). Jako podstawową przyprawę stosuje się go tylko z solą i pieprzem przy produkcji klasycznej wątrobianki. Jeżeli używany jest oszczędnie, dobrze harmonizuje z szałwią, rozmarynem i tymiankiem[6]. Majeranek jest częstym dodatkiem w masarstwie przy produkcji kiełbas i w żurku. Ziele przechowywane w szczelnych opakowaniach zachowuje trwałość ok. dwunastu miesięcy.
  - W przemyśle spożywczym olejek służy do produkcji likierów, a ziele do aromatyzowania octu i herbat.
- W przemyśle kosmetycznym olejki zapachowe są wykorzystywane do produkcji mydeł, perfum i in.

## Uprawa
W uprawie roślina nie ma odmian, ale rozróżnia się trzy formy: roczną (najczęściej w Polsce uprawianą), dwuletnią i trwałą (bylina), która w warunkach klimatycznych Polski nie zawiązuje nasion (mnoży się przez podział lub odkłady). W Polsce majeranek nie jest w pełni mrozoodporny (strefy mrozoodporności 7–10), z tego też względu uprawiany jest zwykle jako roślina jednoroczna. Siew w szklarni, wysadzanie rozsady po "zimnych ogrodnikach". Pierwszy zbiór przed kwitnieniem przez ścinanie gałązek ok. 5 cm nad ziemią (przyspiesza to krzewienie, co zwiększa następne zbiory przeprowadzane w czasie kwitnienia). Gałązki suszy się w zacienionym miejscu. Ostatecznie przyprawę otrzymuje się przez osmykiwanie liści i kwiatostanów.